# 光明街道 (合肥市)
光明街道，是中华人民共和国安徽省合肥市庐阳区曾经下辖的一个乡镇级行政单位。

## 历史沿革
1952年。辖境内成立杨巷等居民委员会。1959年，成立合肥市西市区人民公社廻龙桥分社。1966年设立西市区二里街街道。1969年改为光明街道革命委员会。1980年改制为光明街道。2012年3月，撤销光明街道，所辖社区划入新成立的三孝口街道。

## 行政区划
光明街道撤销前辖龚湾巷、大西门、龚大塘、安庆西路四个社区。